# 貴船神社 (大垣市)
貴船神社（きふねじんじゃ）は、岐阜県大垣市本町にある神社。大垣市本町の水門川沿いにある。

## 祭神
- 高龗大神
- 家津御子命大神

## 由緒
戸田氏鉄が摂津国尼崎藩藩主の時、京都の貴船神社から分社して祀ったのが始まりという。戸田氏鉄が尼崎藩藩主であったのは元和2年（1616年）から寛永12年（1635年）であることから、分社したのはこの時期と推測される。
寛永12年（1635年）に美濃国大垣藩に移封された際、当神社も大垣城内に移転。戸田氏は当神社の他、熊野神社など7社を大垣城内に祀っていた。
明治4年（1871年）4月頃、大垣城下の本町の住民が旧藩主の戸田氏共に願い出、大垣城内の貴船神社と熊野神社を本町の鎮守として祀る。同年10月、遮那院（白鳳年間に百済の王子沙門金珠が創建したという寺。明治2年廃寺。現在の大垣市清水町付近）の東惣門櫓台跡地に貴船神社と熊野神社を合祀、貴船神社と称した。

## 交通機関
- 東海道本線・養老鉄道・樽見鉄道大垣駅より徒歩10分。

## その他
- 水門川沿いに水門川遊歩道四季の路が整備されている。隣接する貴船広場は、様々なイベントの会場となる他、イルミネーションが施される。
- 毎年11月3日に行われる「本町お火焚きまつり」では、本町通りが歩行者天国となり、フリーマーケットなどが行われる。